# 어웨이 (2016년 영화)
《어웨이》(Away)는 영국에서 제작된 데이비드 블레어 감독의 2016년 드라마 영화이다. 티모시 스폴, 주노 템플이 주연으로 출연하였다.
이 영화는 2016년 에딘버러 국제 영화제에서 초연되었다. 영국에서는 2017년 5월 8일 101 필름스에 의해 디지털로 개봉되었으며 DVD로는 2017년 5월 15일 메트로돔(Metrodome)에 의해 출시되었다.

## 출연

### 주연
- 티모시 스폴
- 주노 템플

### 조연
- 맷 라이언
- 수잔 린치
- 토니 핏츠
- 테리 스톤
- 조안나 로스
- 리스 노이